# Boom (Anastacia)
Boom è un brano della cantautrice statunitense Anastacia, pubblicata come singolo solo in Europa, Australia ed Asia come inno ufficiale dei Mondiali di calcio 2002; è contenuta nel disco 2002 FIFA World Cup e nella versione "Collectors Edition" dell'album Freak of Nature. Il brano è stato scritto da Anastacia e Glen Ballard, che è anche il produttore della canzone.

## Descrizione
La canzone è stata scritta appositamente per divenire inno dei mondiali di calcio. Anastacia si è esibita con la canzone durante l'intervallo della finale svoltasi il 30 giugno 2002 a Yokohama (Giappone).

## Il video
Diretto da Marcos Siega, il video per Boom è stato girato a Londra nel 2002. Il video è incluso nel DVD The Video Collection, che contiene tutti i video di Anastacia fino a You'll Never Be Alone.
All'inizio del video si vede un'automobile in movimento, mentre l'autoradio trasmette il precedente brano di Anastacia One Day in Your Life. Improvvisamente l'auto si ferma e si vede un lampo di luce nel cielo. A quel punto comincia il brano, eseguito da Anastacia su un piccolo palco davanti ad una folla immensa. Durante il video diverse persone vengono "teletrasportate" nella festa, molte delle quali sono giocatori di calcio.

## Tracce
UK CD single
1. Boom (Album Version) – 3:18
2. Boom (M*A*S*H Master Mix) – 6:23
3. Boom (M*A*S*H Club Mix) – 7:06
4. Boom (Video)

European CD 1
1. Boom (Album Version) – 3:18
2. Boom (Almighty Radio Edit) – 4:03
3. Boom (M*A*S*H Radio Mix) – 3:04
4. Boom (Thunderpuss Club Mix) – 10:52
5. Boom (Video)

European CD 2
1. Boom (Album Version) – 3:18
2. Boom (Almighty Radio Edit) – 4:03
3. Boom (M*A*S*H Radio Mix) – 3:04
4. Boom (M*A*S*H Radio Mix #2)
5. Boom (Thunderpuss Club Mix) – 10:52

Australian CD single
1. Boom (Album Version) – 3:19
2. Boom (M*A*S*H Radio Mix) – 3:04
3. Boom (Thunderpuss Radio Mix) – 3:20
4. Boom (M*A*S*H Master Mix) – 6:23
5. Boom (Thunderpuss Club Mix) – 10:52

Japanese CD single
1. Boom – 3:18
2. Paid My Dues – 3:22

Singaporean promo CD single
1. Boom – 3:18
2. One Day in Your Life – 3:29
3. Charged Up (performed by Leon Lai)

UK 12" promo single – M*A*S*H Mixes
A. Boom (M*A*S*H Master Mix) – 6:23
B. Boom (M*A*S*H Club Mix) – 7:06
UK 12" promo single – Mixes
A. Boom (Almighty Mix) – 7:18
B. Boom (Thunderpuss Club Mix) – 10:52

## Classifiche
| Classifica (2002) | Posizione massima |
| ----------------- | ----------------- |
| Australia         | 37                |
| Austria           | 37                |
| Belgio (Fiandre)  | 27                |
| Belgio (Vallonia) | 5                 |
| Finlandia         | 19                |
| Germania          | 29                |
| Giappone          | 7                 |
| Italia            | 10                |
| Mondo             | 28                |
| Paesi Bassi       | 40                |
| Svezia            | 7                 |
| Svizzera          | 10                |
| Ungheria          | 12                |